# Jonas Fricker

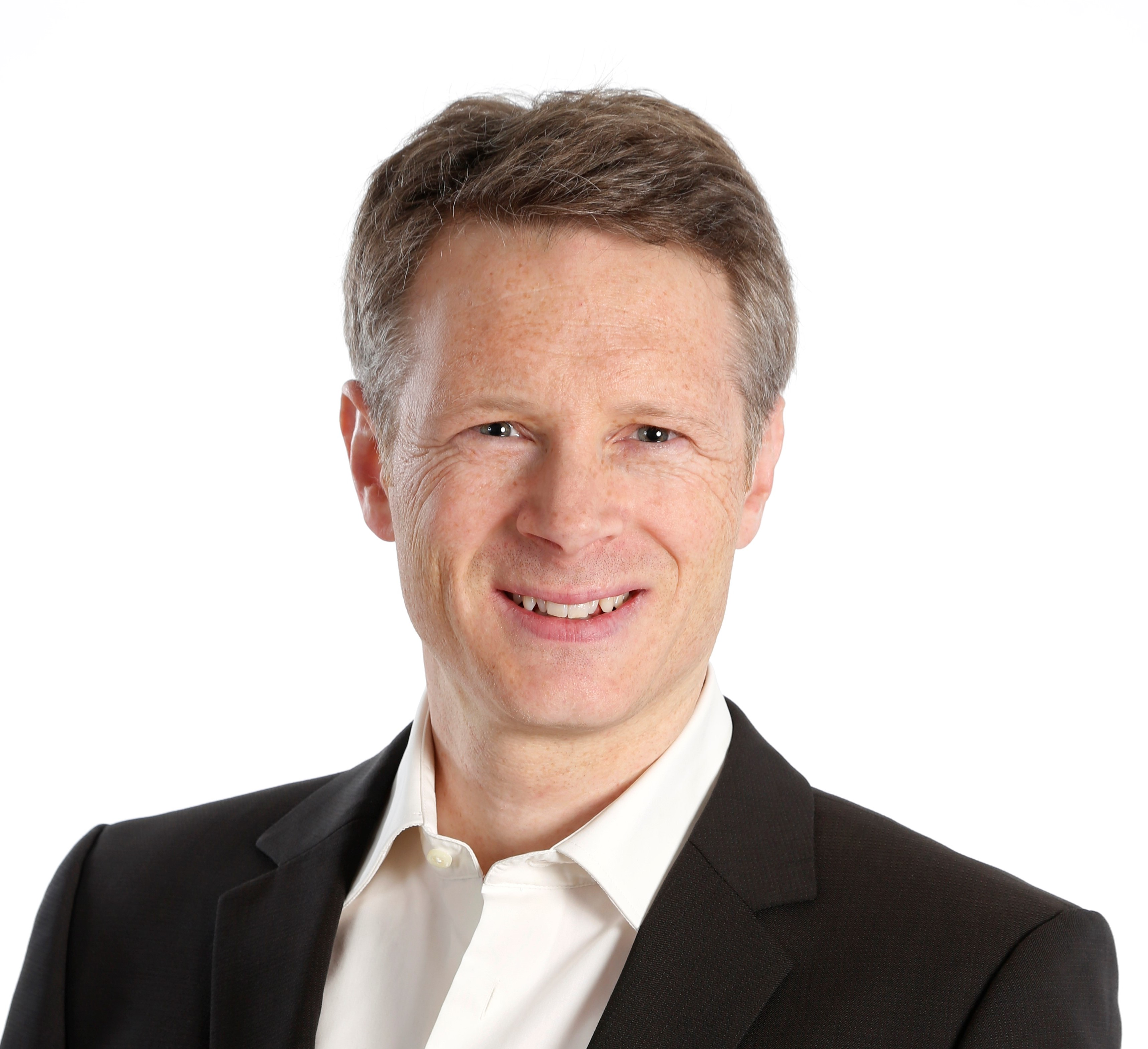
Jonas Fricker (2020)

Jonas Fricker (* 30. März 1977 in Schönenwerd; heimatberechtigt in Baden AG und Rupperswil) ist ein Schweizer Politiker (Grüne).

## Ausbildung und Beruf
Jonas Fricker arbeitet als Projektleiter Klimaschutz bei der Stadt Zürich. Er hat an der ETH Zürich Umweltnaturwissenschaften studiert. Fricker war 2005 bis 2013 wissenschaftlicher Mitarbeiter am Institut für Nachhaltige Entwicklung der Zürcher Hochschule für Angewandte Wissenschaften (ZHAW) und Leiter des Kompetenzzentrums für nachhaltige Gemeinden. 2015 schloss er das Studienprogramm für erfahrene Berufspersonen an der Pädagogischen Hochschule der Fachhochschule Nordwestschweiz (PH FHNW) mit der Lehrberechtigung für die Sekundarstufe I in Mathematik, Naturwissenschaften und Sport ab.

## Politische Laufbahn
Von 2002 bis 2006 sass Fricker für das team baden im Einwohnerrat der Stadt Baden und war Mitglied der Natur- und Umweltkommission. Von 2005 bis 2009 war er Parteipräsident der Grünen im Kanton Aargau. Von 2007 bis 2010 war er im Grossen Rat des Kantons Aargau und vertrat seine Fraktion in der Kommission für Aufgaben- und Finanzplanung und in der Kommission für Gesundheit und Sozialwesen. Von 2008 bis 2011 war er Präsident der Grünen des Bezirks Baden. Von 2010 bis 2011 war er erneut Mitglied des Einwohnerrats der Stadt Baden und dort Mitglied der Strategiekommission.
2011 bis 2013 lebte er mit seiner Familie in Amsterdam und legte darum alle seine Ämter nieder. 2013 bis 2016 war er zum zweiten Mal Präsident der Grünen Aargau und 2014 bis 2015 wieder Mitglied des Einwohnerrats der Stadt Baden. Bei den Parlamentswahlen vom 18. Oktober 2015 wurde er in den Nationalrat gewählt.
Sein Wahlvideo Ihre grüne Stimme im Nationalrat wurde im Schweizer Filmpreis für Werbe-, Industrie- und Unternehmensfilme prämiert. Es erreichte den zweiten Platz in der Kategorie Online & Multimedia – Internet Virals & Clips und wurde mit dem silbernen Edi ausgezeichnet.

### Rücktritt aus dem Nationalrat
Am 28. September 2017 äusserte sich Fricker in einer emotionalen Rede während der Debatte zur Fair-Food-Initiative zum Thema Massentierhaltung: «Als ich das letzte Mal so eine Dokumentation von Transporten von Schweinen gesehen habe, sind mir unweigerlich die Bilder der Massendeportationen nach Auschwitz aus dem Film Schindlers Liste hochgekommen. Ich kann nichts dafür, das ist einfach so passiert. Die Menschen, die dort deportiert wurden, die hatten eine kleine Chance zu überleben. Die Schweine, die fahren in den sicheren Tod.» Wenige Minuten später entschuldigte er sich im Nationalrat für seinen «unangemessenen Vergleich, den ich in meiner Naivität gemacht habe». Auch entschuldigte er sich in aller Form beim Schweizerischen Israelitischen Gemeindebund (SIG), der die Entschuldigung annahm und vor der Skandalisierung des Fehltritts warnte.
Nach Druck aus seiner Partei kündigte Fricker zwei Tage später seinen Rücktritt als Nationalrat auf Beginn der Wintersession, am 27. November 2017, an. Er bezeichnete dies in seinem Rücktrittsschreiben als «das stärkste Zeichen, das ich setzen kann».
Den Sitz im Nationalrat übernahm die bisherige Kantonsparlamentarierin Irène Kälin.

### Rückkehr in die Kantonspolitik
Nach seinem Rücktritt aus dem Nationalrat im November 2017 machte er eine dreijährige Politikpause. Bei den Grossratswahlen 2020 im Kanton Aargau trat er wieder an und wurde am 18. Oktober 2020 als Grossrat gewählt. Er vertritt dort seine Fraktion in der Geschäftsprüfungskommission und der Einbürgerungskommission. Seit 2021 ist er Vorstandsmitglied der Grünen Bezirk Baden.

### Zivilgesellschaftliches Engagement
Fricker ist Co-Präsident des WWF Aargau (seit 2021), Vorstandsmitglied von Fussverkehr Aargau (Gründungspräsident von 2017 bis 2023) sowie Präsident und Captain des FC Grossrat Aargau (seit 2023). Von 2014 bis 2022 war er Präsident der Stiftung Oekopolis.

## Privat
Fricker ist verheiratet und lebt mit seiner Ehefrau und den drei Kindern in Baden.